# Pia Fonnesbech
Pia Fonnesbech (født 27. februar 1961) er en dansk maler og skulptør.[kilde mangler] Hun er født i Danmark, men boede i Stockholm fra 1977-91, hvor hun fik det meste af sin kunstneriske uddannelse.

## Uddannelse
Fonnesbech gik på Kunstskolan Idun Lovéns malerlinje fra 1985 til 87. I 1987 begyndte hun at læse arkæologi på Stockholms Universitet i et halvt år, men besluttede at hellige sig maleriet.
Mellem 1988-90 fortsatte hun med maleriet på Gerlesborgskolan i Stockholm. Herefter gik hun på Konstfacks Malerlinje 1990-91, hvorefter hun vendte tilbage til Danmark og blev gæsteelev på Det Kongelige Danske Kunstakademi i København, og på Valands konstskola ved Göteborgs Universitet, hvor hun bl.a. havde Keith Christlow som lærer.[kilde mangler]

## Kunstnerisk karriere
Pia Fonnesbech har malet siden 1982 og begyndte at lave skulpturer i 2014. Hun debuterede på Liljevalchs Vårsalong i 1990 og havde sin første separatudstilling på Galleri Marius i 1995. [kilde mangler]
Pia Fonnesbech har udstillet på kunstmuseer, kunsthaller og gallerier i Danmark og i udlandet. Hun har altid eksperimenteret meget, og fx udelukkende arbejdet abstrakt med ornamenter fra 1988-91. Abstraktionen tog over 1991-94, hvor hun fik en søn Bjørn, med maleren Peter Fonnesbech. Fra 1995-97 arbejdede hun med blomsterbilleder, men efter at jazzmusikeren Nikolaj Bentzon bestilte et portræt arbejdede hun med portrætter 1997-2000. Efter år 2000 er det mest stilleben, som hun er optaget af.
Pia Fonnesbech arbejder koloristisk og ofte med komplementære farvepar. Ornamenterne fra hendes periode i slutningen af 90'erne findes næsten altid som baggrund for hende stilleben.

### Udstillinger i udvalg
- 2018: Birkelundgård, Albertslund
- 2018: Vandrerhallen, Hillerød
- 2018: Galleri Yicollecta, Taipei, Taiwan
- 2017: Lyngby Kunstforening
- 2017: Väsby Konsthall, Stockholm, Sverige
- 2017: Pakhuset, Nykøbing Sjælland
- 2016: Den svenske villa, Gentofte
- 2016: Ilulissat Kunstmuseum[1]
- 2016: Bredgade Kunsthal, København[2]
- 2015: Imago Mundi, Fondazione Giorgio med bl.a. Bjørn Nørgaard, Troels Wörsel, Venedig, Italien[3]
- 2015: Galleri North, København[4]
- 2014: Nordens Hus i Reykjavik, Nordatlantens Brygge, København[5]
- 2013: Silkeborg Bad[6]
- 2013: Kongegården i Korsør[7]
- 2012: Skovhuset Værløse[8]
- 2010: Aktion/Auktion, kurateret af Nikolai Wallner og Andersens Contemporary
- 2010: Klippans Konsthall, Sverige[9]
- 2008: Frederikshavns Kunstmuseum[10]
- 2008: Jægerspris Slot[kilde mangler]
- 2006, 2007-8: Rebecca Kormind
- 2006: Pakhuset, Nykøbing Sjælland
- 2006: Galleri Duner, Göteborg, Sverige[kilde mangler]
- 2000: ”Nordic Art”, Helsingfors
- 2000: Galleri Anne Marie, København[kilde mangler]
- 1999: Efterårsudstillingen på Charlottenborg, København[kilde mangler]
- 1990: Vårsalong Liljevalchs, Stockholm, Sverige[kilde mangler]

### Stipendier i udvalg
Kunstrådet, Nordisk Råd, Rejselegat fra Konstfack i Stockholm, Georg Harms Legat[kilde mangler]

### Repræsenteret i
Konstrådet, Gamla tullhuset ved Svinesund, Norge, Konstenheten i Västgöta Län, Östra Sjukhuset i Göteborg, Vejle Sygehus, Gladsaxe Kommune, Varde Kommune, Jægerspris Slot[kilde mangler]